# Маяк Барона Блисса
Маяк Барона Блисса (англ. Baron Bliss Light) — маяк в Белиз-Сити.

## История
Он был установлен в 1885 году на месте бывшей испанской крепости, сильно пострадавшей после битвы при Сент-Джорджес-Кей в сентябре 1798 года. Он имеет фокальную плоскость 16 м и окрашен в белый и красный цвета. Он назван в честь одного из величайших благотворителей Белиза, барона Блисса, который, как известно, никогда не ступал на берега Белиза, но был впечатлен тёплым гостеприимством местных жителей. Он был моряком и рыбаком, путешествовавшим по миру на своей яхте «Морской король». Когда 9 марта 1926 года барон Блисс умер, оставив распоряжение похоронить себя в гранитной гробнице у моря, окружённой железной оградой, рядом с маяком. Именно поэтому (в память о нём) был воздвигнут этот памятник на том самом месте, где он стоит и поныне.

## Описание

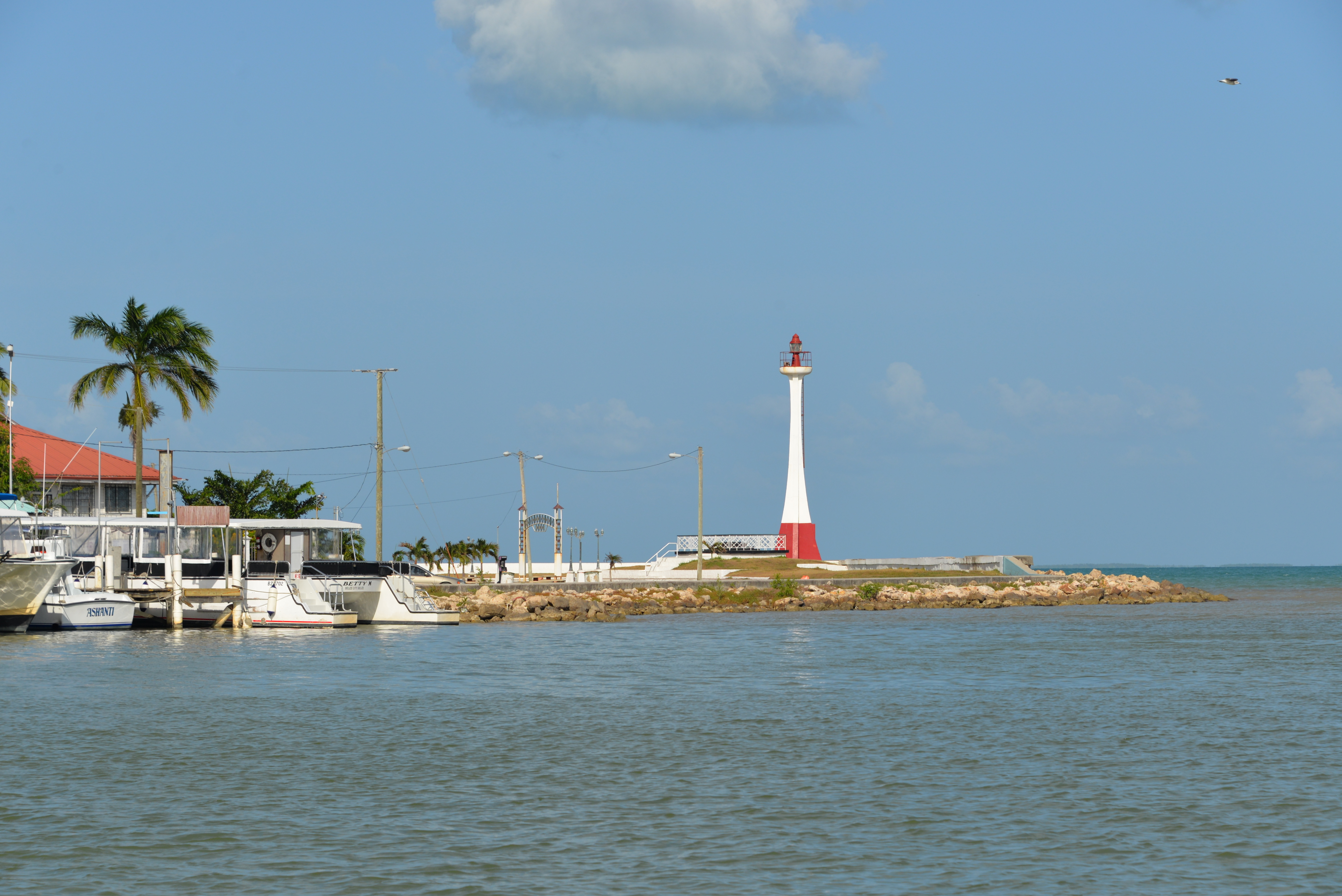
Вид на маяк

Маяк, помимо своей основной функции — служить предупреждающим знаком для проплывающих поблизости судов, также использовался в рекламных целях. Он изображён на одном из самых популярных алкогольных напитков Беликина — «The Lighthouse lager». Знаменитый маяк размещается на рекламных щитах, подставках, чашках, кружках и других рекламных товарах по всему Белизу. Он также является одной из главных достопримечательностей Белиза и занял 20-е место в списке 53 лучших мест для посещения на сайте TripAdvisor.